# Perzische Golf-roepie
De Perzische Golf-roepie werd in mei 1959 door de Indiase regering en onder controle van de Reserve Bank of India geïntroduceerd ter vervanging van de Indiase roepie voor uitsluitend gebruik buiten het land. De Indiase roepie werd gebruikt als de officiële munteenheid van de Perzische Golfstaten. De nieuwe munt werd gecreëerd om de impact van de goudhandel op de Indiase overheidsfinanciën (valuta en edelmetaalreserves) te verminderen.
Bankbiljetten worden gedrukt in coupures van 1, 5, 10 en 100 roepies door de Reserve Bank of India, vergelijkbaar met de bankbiljetten van India, maar met verschillende kleuren en met het voorvoegsel Z vóór het serienummer.
Sommige van deze landen gebruiken de Saoedische riyal tijdens een korte overgangsperiode naar hun eigen nationale valuta.
| Land                         | Jaar | Nieuwe munt     |
| ---------------------------- | ---- | --------------- |
| Koeweit                      | 1961 | Koeweitse dinar |
| Bahrein                      | 1965 | Bahreinse dinar |
| Qatar                        | 1966 | Qatarese rial   |
| Verenigde Arabische Emiraten | 1966 | VAE-dirham      |
| Oman                         | 1970 | Omaanse rial    |